# きぬあかり

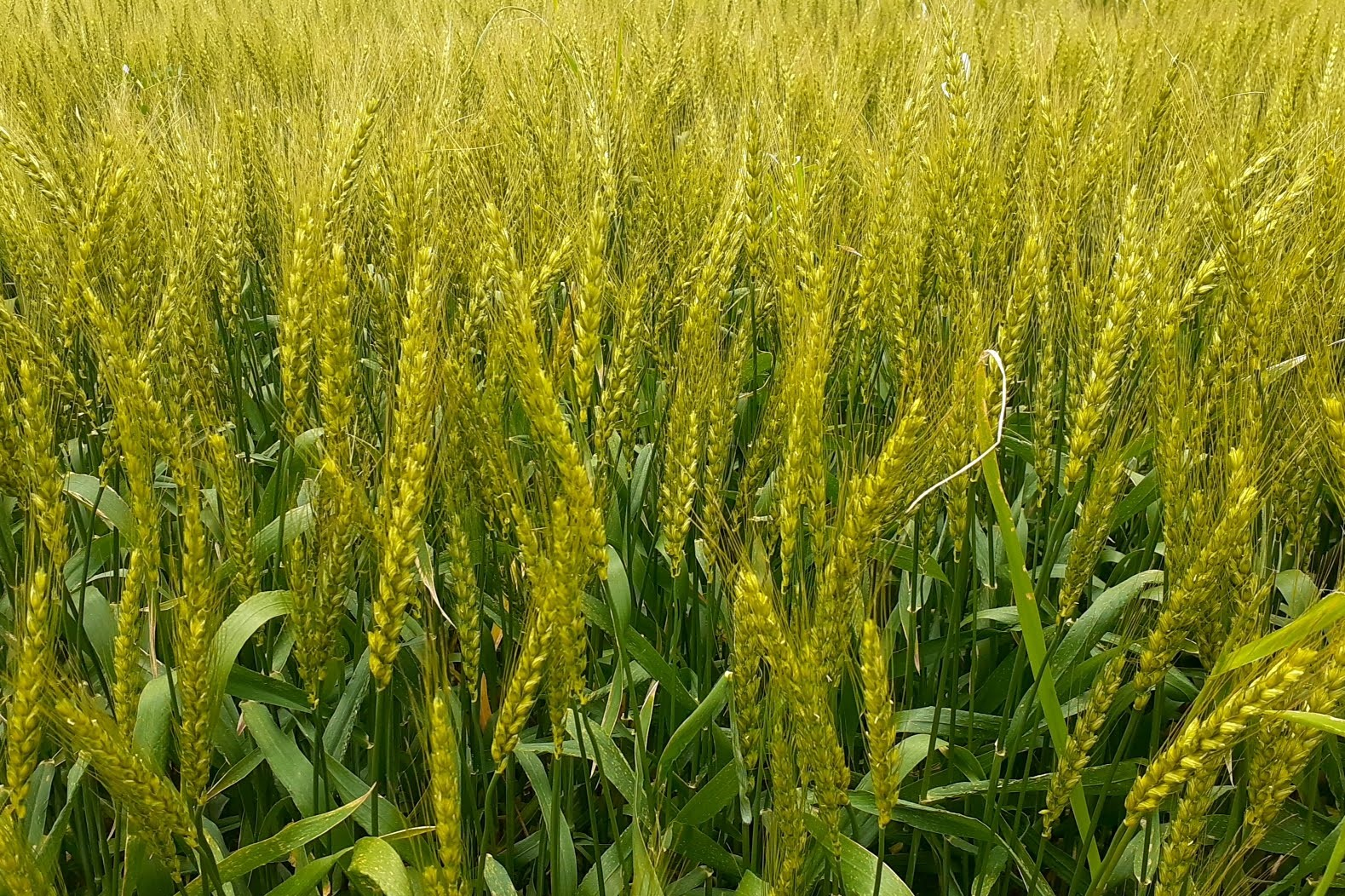
きぬあかりの畑（愛知県刈谷市）

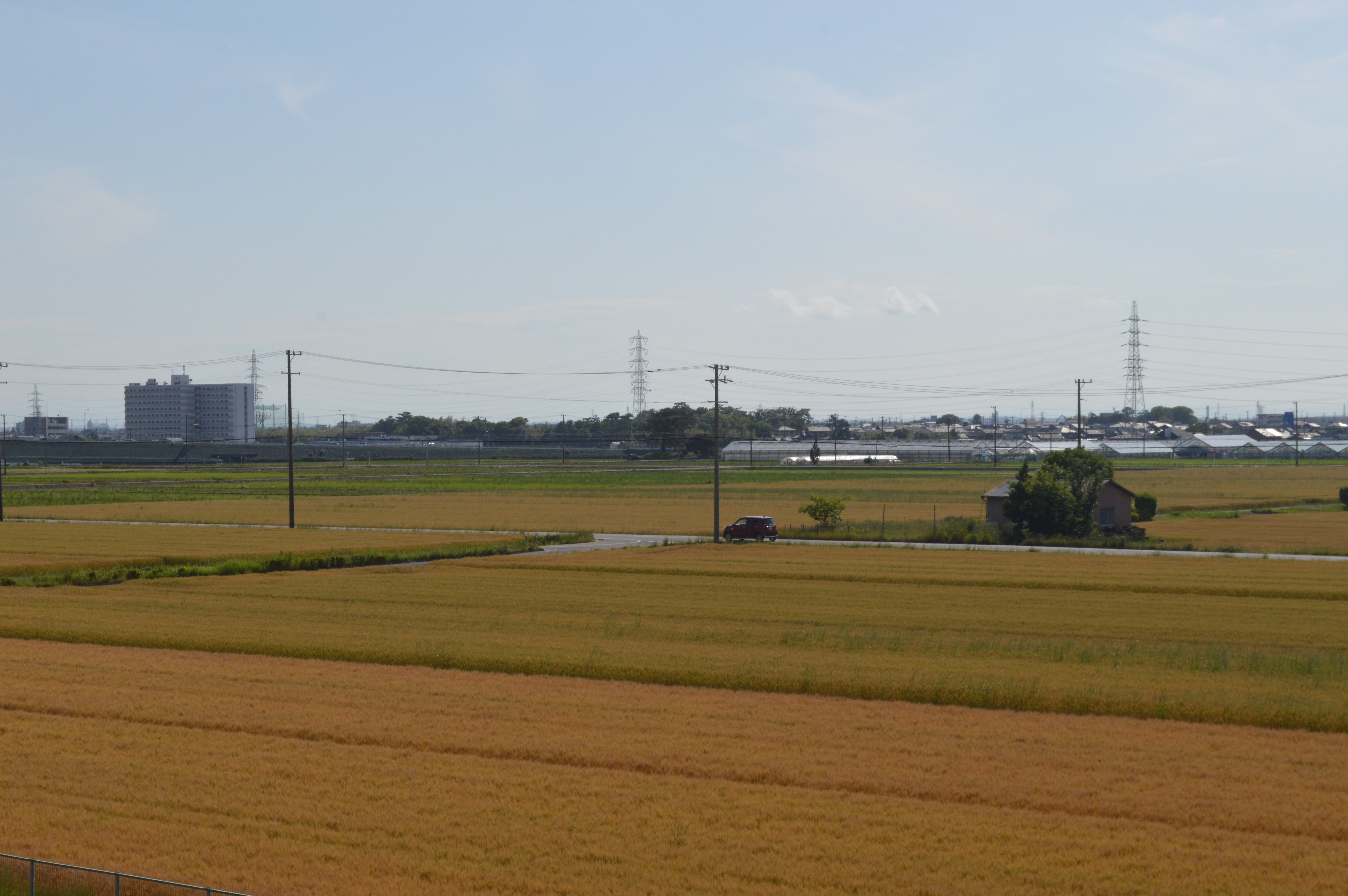
きぬあかりの畑（愛知県安城市）

きぬあかりは、日本の小麦の品種。愛知県における奨励品種である。

## 歴史
愛知県における小麦は農林61号の作付けが多く、2012年には作付面積の50%以上が農林61号だった。2000年（平成12年）には、愛知県農業総合試験場が愛知県の栽培環境に適合する新品種の開発を開始。2010年（平成22年）にはきぬあかりが愛知県の奨励品種に指定され、2011年（平成23年）にきぬあかりが品種登録された。2012年（平成24年）から愛知県で本格的な生産が開始され、2013年（平成25年）には愛知県の小麦作付面積の9%がきぬあかりだった。
2017年（平成29年）の愛知県の小麦生産量は全国第4位であり、10アール当たりの単位収量では北海道に次いで第2位だった。2018年（平成30年）時点では愛知県の小麦作付面積の80%以上をきぬあかりが占めている。2018年（平成30年）には愛知県の小麦の10アール当たり収量が423キロとなり、群馬県や北海道などを上回って全国第1位となった。
2018年（平成30年）には、コンビニ大手のセブンイレブンが愛知県産きぬあかりを100%用いたきしめんの販売を開始した。2018年（平成30年）3月には、敷島製パンがなごやんに使用する小麦を国産100%に切り替え、55%にきぬあかりを採用した。

## 特色

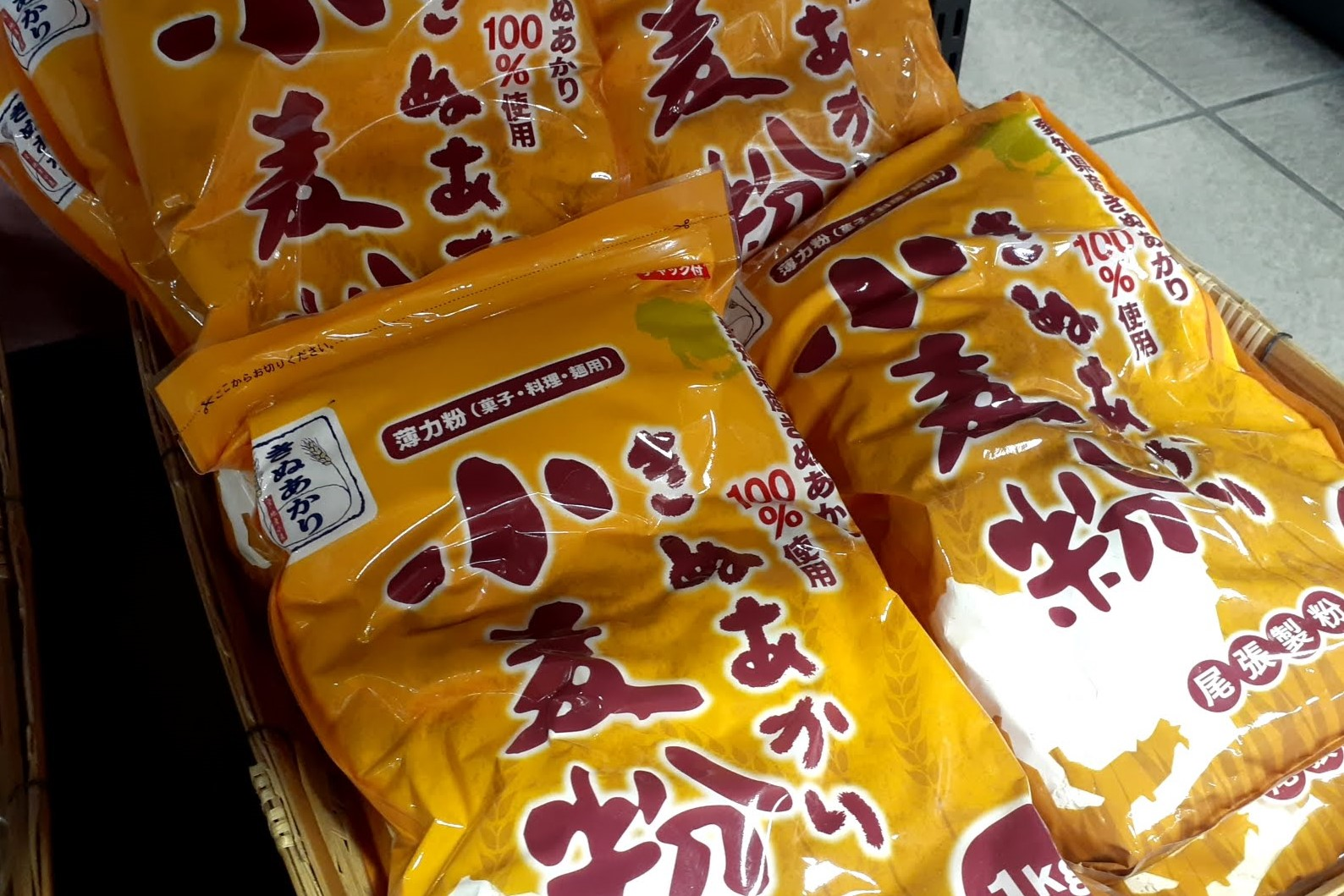
きぬあかりの小麦粉

「絹のように美しい明るさを持つうどんができる小麦」が名称の由来である。従来品種の1.7倍という収量の多さが特徴であり、愛知県において従来品種からきぬあかりへの転換が進んだ2014年（平成26年）には、10アール当たり収量が北海道に次ぐ第2位に躍り出た。
従来品種より背が低いことから風雨で倒れにくく、従来品種より湿気にも強いとされる。きしめんやうどんにきぬあかりを用いると、コシのあるもっちりとした食感が得られる。愛知県菓子工業組合は「もっちりとした食感を（菓子に）活かせる」として、和洋菓子の原材料としての導入にも取り組んでいる。

## 産地
愛知県における小麦の生産の中心は西三河地方であり、西尾市・安城市・豊田市・岡崎市などで生産量が多い。三河地方は古くから小麦の産地であり、うどん食が盛んな地域である。2018年（平成30年）の愛知県における小麦の市町村別生産量が最も多かったのは西尾市であり、西尾市の作付面積は約1200ヘクタール、生産量は5820トンだった。愛知県において小麦は水稲の裏作として栽培されることが多い。2019年（令和元年）時点で愛知県の作付面積は約5500ヘクタールであり、全収穫量は第5位の2.3万トンだった。